# لشکرکشی گسکونی ۱۳۴۵
لشکرکشی گسکونی ۱۳۴۵ (انگلیسی: Gascon campaign of 1345) از نبردهای میان پادشاهی فرانسه و پادشاهی انگلستان در طول دوره ادواردی جنگ صدساله است که با پیروزی ارتش انگلستان همراه بود.